# Ischioplites salomonum
Ischioplites salomonum är en skalbaggsart som beskrevs av Stefan von Breuning 1938. Ischioplites salomonum ingår i släktet Ischioplites och familjen långhorningar. Inga underarter finns listade i Catalogue of Life.